# Новосёлка (Годуновский сельсовет)
Новосёлка — упразднённая деревня в Александровском районе Владимирской области России.

## География
Урочище находится в северо-западной части области, в зоне хвойно-широколиственных лесов, к югу от автодороги 78Н-0505, на расстоянии примерно 27 километров (по прямой) к северо-востоку от города Александрова, административного центра района.

### Климат
Климат характеризуется как умеренно континентальный, с умеренно тёплым летом, холодной зимой, короткой весной и облачной, часто дождливой осенью. Среднегодовая температура воздуха — +3,4 °C. Годовое количество атмосферных осадков — 549 миллиметров, из которых большая часть выпадает в тёплый период.

## История
В «Списке населенных мест Владимирской губернии по сведениям 1859 года» населённый пункт упомянут как деревня Новоселки (Новоселка) Александровского уезда, расположенная при колодцах, в 30 верстах от уездного города. В деревне насчитывалось 15 дворов и проживало 133 человека (68 мужчин и 65 женщин).
В советское время входила в состав Годуновского сельсовета Александровского района (в период с 1941 до 1965 годы — в составе Струнинского района). Упразднена решением облисполкома № 319 от 16 мая 1986 года как фактически не существующая.